# Miracle Pill
Miracle Pill è il dodicesimo album in studio del gruppo musicale statunitense Goo Goo Dolls, pubblicato nel 2019.

## Tracce
1. Indestructible – 3:34
2. Fearless – 3:40
3. Miracle Pill – 3:17
4. Money, Fame & Fortune – 3:17
5. Step in Line – 3:37
6. Over You – 2:54
7. Lights – 3:29
8. Lost – 3:38
9. Life's a Message – 2:59
10. Autumn Leaves – 3:15
11. Think It Over – 3:33